# Faramea capillipes
Faramea capillipes är en måreväxtart som beskrevs av Johannes Müller Argoviensis. Faramea capillipes ingår i släktet Faramea och familjen måreväxter. Inga underarter finns listade i Catalogue of Life.